# Акоста, Оскар (писатель)
Оскар Акоста Зеледон (исп. Óscar Acosta; 14 апреля 1933, Лас-Делиас близ Тегусигальпа — 15 июля 2014, Тегусигальпа) — гондурасский писатель
, поэт, журналист, редактор, литературный критик и дипломат.

## Биография
Акоста начал свою карьеру в качестве журналиста в Перу. Сотрудничал с журналом Tegucigalpa. Считается одним из главных представителей, так называемого, литературного «Поколения 50-х», для которого характерно стремление к обновлению языка и тщательная метафорическая проработка текстов.
Вместе с несколькими другими гондурасскими интеллектуалами, основал журналы Nuevo Continente, Extra y Presente, Present, Editorial Iberoamericana.
В 1960-х годах работал директором издательского дома Национального автономного университета Гондураса и литературного журнала Universidad de Honduras.
Карьерный дипломат. В этом качестве представлял Гондурас в Перу, Испании, Италии и Ватикане; позже был советником в министерстве иностранных дел Гондураса.
Член и президент Гондурасской академии языка, возглавлял Ассоциацию прессы Гондураса. Во время его руководства Гондурасской академией языка был разработан проект «Словаря языков Гондураса» (Diccionario de las Lenguas de Honduras) и «Словарь гондурасцев» (Diccionario de Hondureñismos).

## Творчество
Автор сборников рассказов и поэзии. Стихи Оскара Акосты носят ярко выраженный интимный и патриотический характер.

## Избранные произведения
- Responso al cuerpo presente de José Trinidad Reyes (1953).
- El arca (1956)
- Poesía Menor (1957).
- Tiempo detenido (1962).
- Antología personal (1965 и 1971).
- Mi país (1971).

Автор антологий гондурасских авторов в том числе «Антология новой гондурасской поэзии» (Antología de la nueva poesía hondureña, 1967) и «Гондурасская поэзия сегодня» (Poesía hondureña de hoy, 1971). Его литературно-критические исследования включают Rafael Heliodoro Valle, vida y obra (1964).

## Награды
Награждён несколькими международными литературными премиями:
- 1960 — Premio Rubén Darío (Никарагуа)
- 1979 — Premio Nacional de Literatura Ramón Sosa
- Juegos Florales Centroamericanos de Quetzaltenango, (Гватемала)
- Кавалер Большого креста ордена Изабеллы Католички